# Puerto Darling

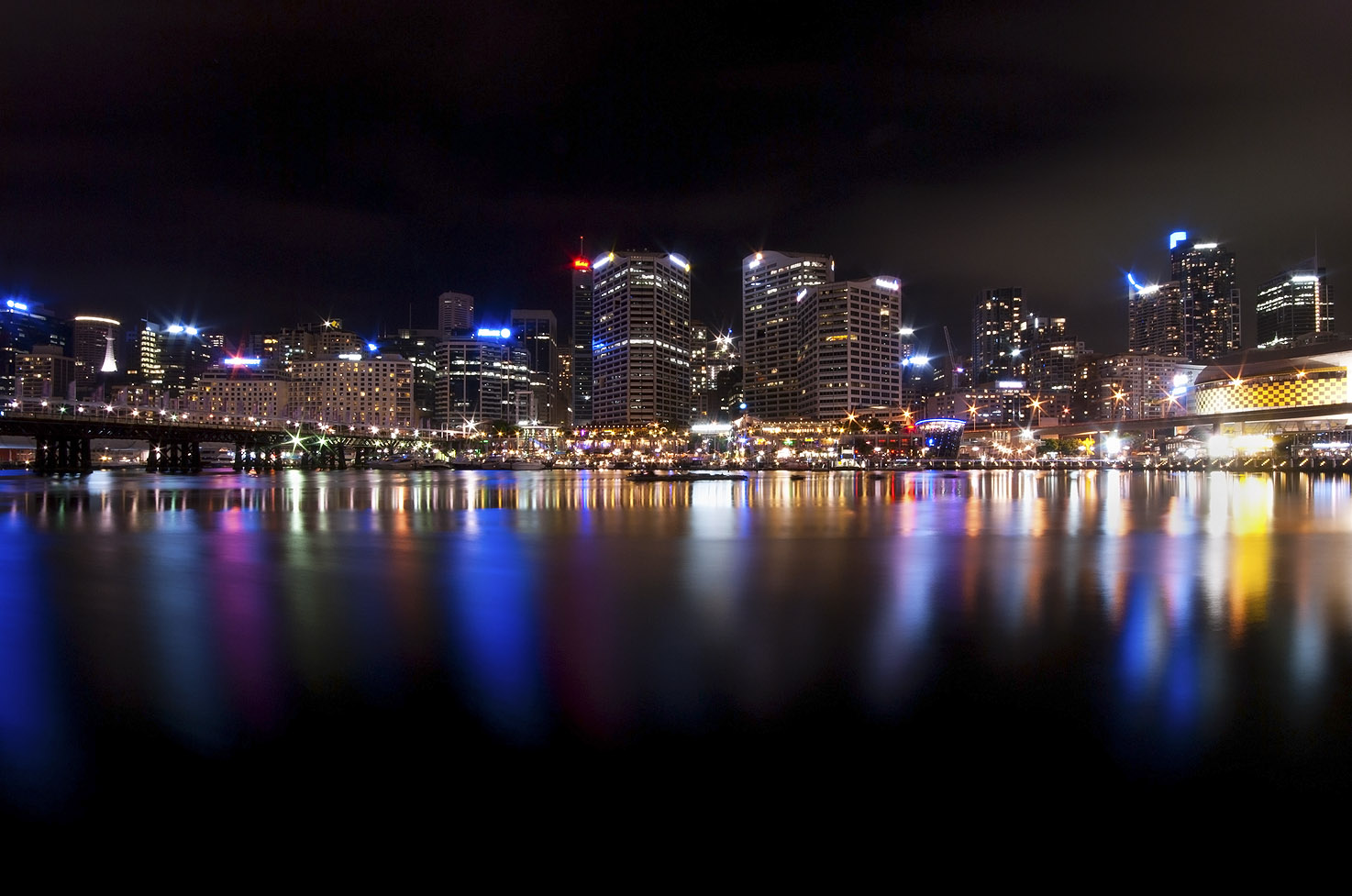
El puerto darling.

Darling Harbour es una localidad de Sídney, Nueva Gales del Sur, Australia. Se trata de una gran calle peatonal de recreo y que está situado en las afueras del oeste del distrito central de negocios de Sídney. La localidad se extiende hacia el norte de Chinatown, a lo largo de ambos lados desde la bahía de Cockle a King Street Wharf, en el este, y al barrio de Pyrmont en el oeste. Cockle Bay es uno de los canales que conforman el puerto Darling, que se abre al norte en la bahía de Sídney.
El recinto y su entorno inmediato son administrados independientemente del área de gobierno local de la ciudad de Sídney, por un gobierno de Nueva Gales del Sur la autoridad legal del gobierno del estado, la Sydney Harbour Foreshore Authority.